# گاوران، تالش
گاوران (به لاتین: Gavran یا Garvankə) یک منطقهٔ مسکونی در جمهوری آذربایجان است که در شهرستان یاردیملی واقع شده‌است. گاوران ۵۸۴ نفر جمعیت دارد.